# Lâm Phượng Tường
Cầu vương Lâm Phượng Tường (giản thể: 林凤祥; phồn thể: 林鳳祥; bính âm: Lín Fèngxiáng, 1825 -1855), tướng lĩnh Thái Bình Thiên Quốc. Ông xuất thân nông dân, người Vũ Duyên (nay là Vũ Minh), Quảng Tây, các thuyết khác là Quế Bình, Quảng Tây hoặc Yết Dương, Quảng Đông, dân tộc Tráng. Ông được xưng tụng là một trong Ngũ hổ tướng của cuộc khởi nghĩa, cùng với Lý Khai Phương, Hồ Dĩ Hoảng, Hoàng Văn Kim, La Đại Cương.

## Tham gia khởi nghĩa, hổ tướng Thái Bình
Lâm Phượng Tường mất mẹ từ nhỏ, được cha chiều chuộng không quản thúc, sinh hoạt phóng đãng không biết giữ gìn. Năm Đạo Quang thứ 28 (1848), vì đánh chết người có thân thế trong huyện, chú bảy là Lâm Tú Trung bán bốn con heo làm lộ phí cho ông bỏ trốn. Phượng Tường lăn lộn giang hồ, bày hàng bán quẻ, qua đó gặp gỡ Hồng Tú Toàn, Dương Tú Thanh. Ngày 11 tháng 1 năm Hàm Phong đầu tiên (1851), ông tham gia khởi nghĩa Kim Điền, là một trong 40 anh em kết bái với Hồng Tú Toàn.
Khi Hồng Tú Toàn kiến quốc tại Vĩnh An, Phượng Tường được thụ làm Ngự lâm thị vệ. Tháng 4 năm Hàm Phong thứ 2 (1852) ông theo Tây vương Tiêu Triều Quý từ Vĩnh An lên phía bắc, tháng 6 tiến vào Hồ Nam, chiếm Đạo Châu, liên tiếp hạ được các nơi Giang Hoa, Vĩnh Minh, Quế Dương Châu, Sâm Châu… Ngày 11 tháng 9, quân Thái Bình tiến đến chân thành Trường Sa, Phượng Tường chiếm lấy đồi cao ở phía nam thành, từ đó nổ pháo oanh kích, khiến cho quân Thanh tan rã. Ông được thăng làm Thổ quan chánh tướng quân. Ngày 2 tháng 12, quân Thái Bình đánh hạ Ích Dương, Dương Tú Thanh lệnh cho Lâm Phượng Tường, Lý Khai Phương soái lĩnh cánh quân tiên phong đi đánh Nhạc Châu và Hán Dương. Chưa đến 10 ngày, hạ được Hán Dương, ông được thăng làm Điện tả nhất chỉ huy.
Ngày 12 tháng 1 năm thứ 3 (1853), quân Thái Bình kết thuyền làm cầu, vượt Trường Giang tấn công Vũ Xương, Lâm, Lý lĩnh quân đi trước chôn địa lôi, làm nổ tung cửa thành. Họ xông vào, cùng quân Thanh giao chiến kịch liệt trong các ngõ hẻm, đánh bại quân Thanh, chiếm lấy Vũ Xương. Ngày 14 cùng tháng, Đông vương Dương Tú Thanh thăng Phượng Tường làm Điện tả nhất kiểm điểm. Không lâu sau, Thiên vương Hồng Tú Toàn lại gia phong ông làm Thiên quan phó thừa tướng.
Ngày 9 tháng 2, quân Thái Bình chia 2 đường thủy, lục tiến xuống phía đông. Lâm, Lý thụ mệnh thống lĩnh lục quân, nhanh chóng hạ được các nơi Cửu Giang, Đồng Lăng, Vu Hồ, phủ Thái Bình, Hòa Châu,… Ngày 19 tháng 3, ông tham gia đánh chiếm Nam Kinh.

## Chấn động Bắc Kinh, thất thủ Liên trấn
Sau khi Thái Bình Thiên định đô ở Nam Kinh, Lâm, Lý phụng mệnh soái quân đông tiến, đầu tháng 4 đánh hạ Dương Châu. Tháng 5, họ thống soái quân Thái Bình từ Dương Châu tiến hành bắc phạt, vờ đánh vào An Huy, liên tiếp hạ được các nơi Trừ Châu, Phượng Dương. Tháng 6, vào lúc quay lại thì được sự phối hợp của quân Niệp, thẳng tiến Hà Nam, đánh bại hơn 4000 quân Thanh do Hà Nam tuần phủ Lục Ứng Cốc chỉ huy, bắt được 1 lượng lớn thuốc nổ, chiếm phủ Quy Đức. Sau đó bao vây Khai Phong, đóng doanh ở trấn Chu Tiên. Nghĩa quân từ trấn Chu Tiên tây tiến, khi ấy gặp mưa lớn, mặt đất ngập sâu cả thước. Họ đi qua Trung Mưu, Trịnh Châu, Huỳnh Dương đến huyện Củng, ở sông Lạc, huyện Củng cướp thuyền dân vượt Hoàng Hà. Tháng 9, quân Thái Bình thẳng tiến Sơn Tây, rồi ngoặt về Hà Nam, từ Vũ An đông tiến Trực Lệ, ngày 29 hạ được Lâm Minh quan, đánh bại hơn 1 vạn quân của Trực Lệ tổng đốc Nột Nhĩ Kinh Ngạch. Nghĩa quân tiếp tục vượt qua các nơi Sa Hà, Nhâm Thành, Cảo Thành, Thâm Châu… Ngày 13 tháng 10, họ bức đến trấn Trương Đăng cách thành Bảo Định 30 dặm về phía nam. Bắc Kinh chấn động, hơn 3 vạn hộ bỏ trốn.
Tín báo tiệp truyền về Thiên Kinh, Phượng Tường được phong Tĩnh hồ hầu. Do quân Thái Bình đã đi xa ngàn dặm, không có viện binh bổ sung, không đủ lương thực, đạn dược cung ứng, khả năng tác chiến suy giảm mạnh. Lâm, Lý không thể đột phá phòng tuyến Bảo Định, đành phải thay đổi kế hoạch. Họ men sông Hô đông tiến, từ 1 dải Tấn Châu, Thâm Châu, huyện Hiến, Thương Châu nhắm đến Thiên Tân, ý đồ từ Thiên Tân thọc vào Bắc Kinh. Thiên Tân tri huyện Tạ Tử Trừng tổ chức Đoàn luyện địa phương được hơn 4000 người chống lại nghĩa quân, cho phá con đê ở phía nam Vận Hà, khiến ngoài thành Thiên Tân trở thành ao hồ. Phượng Tường chỉ còn cách lui về giữ Tĩnh Hải, cùng Lý Khai Phương ở Độc Lưu hình thành thế ỷ giốc, giằng co với quân Thanh hơn 3 tháng, dần rơi vào cảnh nguy khốn.
Ngày 5 tháng 2 năm thứ 4 (1854), Lâm, Lý lui về Phụ Thành, bị quân Thanh bao vây. Tháng 5, họ đột vây đến Liên trấn, dựa vào Vận Hà cố thủ để đợi viện quân. Nghe tin viện quận đã lên phía bắc, Phượng Tường bèn chia kỵ binh cho Lý Khai Phương đi đón. Trung tuần tháng 2 năm sau (1855), quân Thanh đánh gấp Liên trấn, Phượng Tường đốc quân khổ chiến, nhiều lần đẩy lui kẻ địch, nhưng vì thiếu ăn lâu ngày, nghĩa quân đói đến nỗi không nhấc nổi cánh tay. Tháng 3, ông soái tàn quân còn hơn 6000 người đột vây, không may trúng tên thụ thương nên bị bắt, áp giải về Bắc Kinh.
Chịu sự tra khảo tàn khốc của nhà Thanh, nhưng bản cung của Phượng Tường chỉ vỏn vẹn có 403 chữ, ghi lại thân thế và kinh lịch của ông. Ngày 15 (hoặc 13) tháng 3, ông bị xử lăng trì ở chợ tây. Vào lúc chịu hình, đao đến chỗ nào, Phượng Tường nhìn chỗ ấy, rốt cục không kêu 1 tiếng. Năm Đồng Trị thứ 2 (1863), Hồng Tú Toàn truy phong ông làm Điện Tiền Hạ Quý Sát Thiên Quân Đính Thiên Phù Triều Cương Cầu Vương Hiệp Thiên Tuế.